# Bériaboukro
Bériaboukro est une localité du centre de la Côte d'Ivoire, et appartenant au département de Toumodi, dans la région des Lacs. La localité de Bériaboukro est un chef-lieu de commune.